# Johannes Kerstan
Johannes Kerstan (* 31. August 1926 in Chemnitz; † 21. Juli 1997 in Wolfsburg-Unkeroda) war ein deutscher Mathematiker.

## Leben
Nach dem Abitur studierte Johannes Kerstan von 1946 bis 1951 Mathematik an der Universität Leipzig. 1955 wurde er an der Humboldt-Universität zu Berlin mit der von Kurt Schröder betreuten Arbeit Ein mengenalgebraisches Prinzip und seine Anwendung auf Funktionalanalysis und Topologie promoviert. 1960 folgte ebenfalls an der Humboldt-Universität die Habilitation. 1962 wurde er zum ordentlichen Professor an die Friedrich-Schiller-Universität Jena berufen. Nach Arbeiten zur Algebra, Verbandstheorie und Topologie beschäftigte er sich ab der zweiten Hälfte der 1950er Jahre mit Themen der Wahrscheinlichkeitstheorie und der Stochastik, zunächst im Institut für Angewandte Mathematik und Mechanik der Deutschen Akademie der Wissenschaften in Berlin und dann an der Universität Jena.
Mehrere seiner wichtigen Arbeiten zur Wahrscheinlichkeitsrechnung und Statistik entstanden in Zusammenarbeit mit Klaus Matthes. Sie machten die Theorie der Punktprozesse zu einem international angesehenen Schwerpunktgebiet. Zusammen wurden sie 1971 in einem Kollektiv mit dem Nationalpreis der DDR III. Klasse ausgezeichnet.
1977 wurde Kerstan zum korrespondierenden und 1981 zum ordentlichen Mitglied der Akademie der Wissenschaften der DDR gewählt. 1977 erhielt er den Vaterländischen Verdienstorden in Bronze. 1987 wurde er mit dem Ehrentitel Verdienter Hochschullehrer der DDR geehrt. Er war Mitglied der Leibniz-Sozietät.